# Iperkaliemia
Per  iperkaliemia  (o iperpotassiemia) in campo medico, si intende un eccesso di potassio (simbolo chimico K) nel sangue dell'organismo.
Il potassio è il principale catione intracellulare e il principale determinante del potenziale di membrana a riposo. La conseguenza dell'iperkaliemia più pericolosa per l'organismo è l'alterazione del ritmo cardiaco (presenza di aritmie).
La concentrazione intracellulare di potassio è di 150 mmol/L. La concentrazione plasmatica di potassio è di 3,5-5 mmol/L. Si definisce iperkaliemia quell'insieme di disordini elettrolitici causati da una concentrazione plasmatica di potassio superiore a 5 mmol/L.

## Importanza del potassio nel corpo umano
Durante le fasi del potenziale d'azione, che comporta il battito cardiaco, gli ioni del potassio svolgono un ruolo determinante. Il potassio attraversa i canali ionici sia in entrata che in uscita, l'ingresso è favorito da elementi quali l'insulina, l'alcalosi e gli agonisti beta2-adrenergici, mentre l'unico elemento che al contrario favorisce l'uscita è l'acidosi. Un'alterazione di queste componenti porta di conseguenza ad un'alterazione del potassio nel sangue e del suo funzionamento.

## Fisiologia
Nelle cellule cardiache l'aumento della concentrazione di potassio extra-cellulare aumenta il potenziale di riposo della cellula cardiaca, depolarizzandola in parte. Di conseguenza ciò aumenta anche l'intensità del potenziale d'azione e questo fa sì che la contrazione del cuore sia più repentina del normale.

## Eziologia
Le cause di iperkaliemia possono dipendere da tre fattori fondamentali: l'aumentato apporto di potassio, la fuoriuscita di potassio dalle cellule e la ridotta eliminazione.

### Aumentato apporto di K+
Da solo, non costituisce mai una causa di iperkaliemia.

### Fuoriuscita di K+dalle cellule
- Distruzione cellulare (per emolisi intravasale, sindrome da lisi tumorale e rabdomiolisi)
- Acidosi (per esempio nel diabete mellito)
- Ipoinsulinemia e iperosmolarità
- Intenso sforzo fisico
- Paralisi periodica ipercaliemica (i canali del potassio difettosi non permettono l'entrata del K nella membrana cellulare)
- Tossicità digitalica
- Terapia con β-bloccanti

### Ridotta eliminazione di K+
- Diminuito influsso renale di soluti
- Ipoaldosteronismo iporeninemico
- Malattia di Addison
- Eparina
- Pseudoipoaldosteronismo
- Insufficienza renale acuta
- Ostruzione urinaria
- Nefropatie
- Diuretici

### Pseudo iperpotassiemia o iperpotassiemia spuria[1]
Questo dato oltre ad alterazioni metaboliche può essere causato da:
- Emolisi in vitro (caso frequente è un'agitazione eccessiva della provetta che contiene un campione di sangue)
- Durante la coagulazione in vitro, viene rilascio il potassio dalla componente corpuscolare del sangue
- Intenso sforzo fisico o attività fisica
- Laccio emostatico applicato per tempi eccessivi, aggravato dall'associazione dell'apertura e chiusura ripetuta del pugno.

## Fattori di rischio
Ipocalcemia e acidosi.

## Terapia
Il trattamento è a base di farmaci quali il furosemide o una combinazione di insulina (attivatore della pompa sodio-potassio e quindi del riassorbimento cellulare di potassio) e glucosio e una combinazione di sorbitolo e kayexalate. Nonostante le avvertenze dell’FDA per gli eventi avversi (necrosi colon, sanguinamenti, colite ischemica) segnalati con l’associazione Kayexalate–sorbitolo quest’ultima risulta ancora disponibile e ampiamente usata negli USA. Di relativo recente inserimento fra i farmaci finora in uso è il patiromer, il farmaco è commercializzato in polvere per sospensione orale. In casi più gravi è indicata la dialisi.

## Modificazioni ECG
Nel tracciato elettrocardiografico le variazioni principali dovute ad iperkaliemia sono:
- Aumento ampiezza onde T (appuntite)
- Allungamento intervallo PR
- Assenza o appiattimento onde P
- Durata maggiore complesso QRS (slargato)
- Riduzione frequenza cardiaca